# Baryscapus transversalis
Baryscapus transversalis är en stekelart som beskrevs av Graham 1991. Baryscapus transversalis ingår i släktet Baryscapus och familjen finglanssteklar.
Artens utbredningsområde är:
- Albanien.
- Bulgarien.
- Grekland.

Inga underarter finns listade.